# Walter (série télévisée d'animation)
Pour les articles homonymes, voir Walter et Tandoori.
Walter et Tandoori est une série télévisée d'animation québécoise en 65 épisodes de 5 minutes (en tant qu'intermèdes), créée par Marcel-Romain Thériault et Sylvain Viau, écrite par Didier Loubat et Sylvain Lavoie, réalisée par Sylvain Lavoie pour Image Entertainment Corporation et diffusée sur TV5 Québec Canada et sur VRAK.TV et à la Télévision de Radio-Canada. En France, la série a été diffusée à partir de janvier 2006 sur Ma Planète.

## Synopsis
Cette série destinée aux enfants met en scène les voyages de Walter, un sympathique petit bonhomme, et de son fidèle poulet, Tandoori. Chacune de leurs aventures est prétexte à une leçon d'écologie.

## Épisodes
1. L'énergie solaire
2. L'hydroélectricité et l'environnement
3. L'introduction d'une espèce exogène
4. La fumée industrielle
5. La navigation de plaisance et la faune aquatique
6. La pollution canine
7. La pollution en croisière
8. La pollution par le charbon
9. Le bac à recyclage
10. Le braconnage
11. Le danger des pesticides
12. Le déséquilibre de l'écosystème
13. Le dilemme du dézonage
14. Le gaspillage de l'énergie
15. le recyclage des sapins de noël
16. Le recyclage des vieilles lunettes
17. Le recyclage des vieux pneus
18. Le recyclage des vieux vêtements
19. Le smog
20. Le suremballage
21. Les déchets des touristes
22. Les déchets non recyclables
23. Les déchets recyclables
24. Les détergents corrosifs
25. Les éoliennes
26. Les fruits et légumes transgéniques
27. Les graffitis
28. Les rebuts en randonnée
29. Les terrains de golf et la déforestation
30. Publicité indésirable
31. La pollution odorante
32. Le gaspillage des ressources naturelles
33. Les pluies acides
34. Les fientes des pigeons
35. La prévention des feux de forêt
36. Les effets nocifs du gaz carbonique
37. L'exploitation des nappes d'eau
38. Les marées noires
39. Titres suivants inconnus

## Film
En 2011 est sorti un film de 85 minutes intitulé Le Noël de Walter et Tandoori. Il est réalisé par Sylvain Viau (simple), qui a aussi produit la série.

## Doublage québécois
- Benoît Brière : Tandoori
- Johanne Garneau : tous rôles féminins
- François Trudel : tous rôles masculins

 Source et légende : version québécoise (VQ) sur Doublage.qc.ca